# Maggie Estep
Maggie Estep (Summit, 20 marzo 1963 – Albany, 12 febbraio 2014) è stata una scrittrice, poetessa e musicista statunitense.

## Biografia
Margaret Ann Estep nasce il 20 marzo 1963 a Summit, nel New Jersey. Cresciuta tra Francia, Canada e Stati Uniti, si trasferisce a New York dopo aver abbandonato la scuola. Comincia ad emergere nei primi anni novanta nei circuiti di slam poetry acquistando notorietà con le sue particolare poesie in forma di spoken word fino ad esibirsi su MTVe PBS. Pubblica quindi due album nel 1994 e nel 1997 prima di esordire nella narrativa con il romanzo semi-autobiografico Diario di un'idiota emotiva, tradotto in sei lingue. Seguiranno altre sei pubblicazioni prima della prematura morte avvenuta il 12 febbraio 2014 in seguito alle complicazioni di un attacco cardiaco avuto due giorni prima.

## Opere
- Diario di un'idiota emotiva (Diary of an Emotional Idiot: A Novel, 1997), Torino, Einaudi, 1999 traduzione di Monica Pareschi
- Soft Maniacs: Stories (1999)
- Hex: A Ruby Murphy Mystery (2003)[5]
- Love Dance of the Mechanical Animals: Confessions, Highly Subjective Journalism, Old Rants and New Stories (2003)
- Gargantuan: A Ruby Murphy Mystery (2004)
- Flamethrower: A Ruby Murphy Mystery (2006)
- Alice fantastic (2009), Roma, Casini, 2010 traduzione di Claudia Antonucci e Giordano Bruno Raggi

## Discografia
- No More Mr. Nice Girl (1994, NuYo/Imago)
- Love is a Dog From Hell (1997, Mouth Almighty/Mercury)